# 格里利 (明尼蘇達州)
格里利（英語：Greeley）是位於美國明尼蘇達州派恩縣羅亞爾頓鎮區的一個非建制地區。

## 地理
格里利所處的海拔為高於海平面300米（即984英呎），而該地所採用的時區為UTC-6，即北美中部時區（CST）。同時該地設有夏令時間，為UTC-6調快一小時，即UTC-5（CDT）。